# 알렉스 디아컨
앨릭스 다이어컨(Alex Diakun, 1946년 2월 8일 ~ )은 캐나다의 배우이다.

## 출연 작품
- 락트 인 어 가라지 밴드 (2012년)
- 프랭키와 앨리스 (2010년)
- The Closer You Get to Canada (2010) - 단편
- 앨리스 (2009년)
- 엑스파일: 나는 믿고 싶다 (2008)
- 지미니 글릭 인 라 라 우드 (2004년)
- 내 사랑 포르노 (2003년)
- 에이전트 코디 뱅크스 (2003년)
- 발렌타인 (2001년)
- 프로포즈 (2000년)
- 롱풀리 어큐즈드 (1998년)
- Gunfighter's Moon (1995)
- 제3의 눈 (1995년)
- 크래커잭 (1994년)
- 더블, 더블, 토일 앤 트러블 (1993년)
- 생존의 게임 (1992년)
- 나이트 무브 (1992년)
- 표적 (1991년)
- 스트롱 맨 (1991년)
- 13일의 금요일 8 - 맨하탄에 나타난 제이슨 (1989년)
- 메론 (1987년)
- 사랑하는 내 아들아 (1987년)
- 와이즈가이 (1987년)
- 하이 스테이크 (1986년)
- 글리터돔 (1984년)
- 격정의 뱃길 (1983년)
- 맥케이브와 밀러 부인 (1971년)

### 텔레비전
- 엑스파일 (1995-96, 2016, 2018)
- 밀레니엄 (1997-98)
- 안드로메다 (2000-05)
- 스타게이트 SG-1 (2003)
- 어스시의 마법사 (2004)
- 수퍼내추럴 (2006, 2012)
- 생츄어리 (2008-09) - 닥터 역